# دانشگاه تحصیلات تکمیلی برای مطالعات پیشرفته
دانشگاه تحصیلات تکمیلی برای مطالعات پیشرفته (به ژاپنی: 総合研究大学院大学, Sōgō kenkyū daigakuin daigaku)، یکی از دانشگاه‌های ملی ژاپن است که دفتر مرکزی آن در روستای شونان (Shonan Kokusaimura) در شهر هایاما، کاناگاوا در استان کاناگاوا قرار دارد. Sōkendai (総研大)، همان‌طور که عموماً به شکل اختصاری آن نامیده می‌شود، در سال ۱۹۸۸ با ریاست دکتر سابورو ناگاکورا تأسیس شد.